# France (motorfiets)
France is een Frans historisch merk van motorfietsen.
De bedrijfsnaam was: Ets. Motorcycles France, Mandeure, Doubs.
France maakte van 1931 tot 1935 conventionele motorfietsjes met 98- tot 245cc-tweetaktmotoren.